# NGC 5337
NGC 5337 is een spiraalvormig sterrenstelsel in het sterrenbeeld Jachthonden. Het hemelobject werd op 14 januari 1788 ontdekt door de Duits-Britse astronoom William Herschel.

## Synoniemen
- UGC 8789
- MCG 7-29-4
- ZWG 219.12
- PGC 49275